# Beneath the Boardwalk
Beneath the Boardwalk (также Under the Boardwalk) — демоальбом британской инди-рок группы Arctic Monkeys, записанный в 2004 году в студии 2fly. Название альбома ссылается к ночному клубу «The Boardwalk», в котором группа часто выступала. Beneath the Boardwalk, состоящий из демозаписей, записанных до ноября 2004 года, познакомил большое количество людей с творчеством группы, что, в свою очередь, привело первый альбом Arctic Monkeys Whatever People Say I Am, That’s What I’m Not к статусу самого быстро продающегося дебютного альбома за всю историю британской музыки. Всего в демоальбом вошло 17 треков, 7 из которых позже были перезаписаны для Whatever People Say I Am, That’s What I’m Not.
Первоначально Beneath the Boardwalk распространялся другом участников группы фотографом Марком Буллом на его личном веб-сайте, однако вскоре альбом широко распространился по сети фанатами Arctic Monkeys. На данный момент прослушать демозаписи из альбома можно на файлообменных сервисах, а также на фан-сайтах группы.

## Список композиций
Среди фанатов распространялись разные версии демоальбома, поэтому количество композиций из разных источников может варьироваться от 14 до 17. Ниже приведён трек-лист, согласно информации на Discogs.
| №   | Название                              | Длительность |
| --- | ------------------------------------- | ------------ |
| 1.  | «A Certain Romance»                   | 5:29         |
| 2.  | «Bigger Boys And Stolen Sweethearts»  | 3:28         |
| 3.  | «Choo Choo»                           | 3:08         |
| 4.  | «Cigarette Smoke»                     | 2:56         |
| 5.  | «Dancing Shoes»                       | 2:22         |
| 6.  | «Fake Tales of San Francisco»         | 2:59         |
| 7.  | «Knock a Door Run»                    | 4:25         |
| 8.  | «Mardy Bum»                           | 2:56         |
| 9.  | «On the Run From the MI5»             | 1:44         |
| 10. | «Riot Van»                            | 2:16         |
| 11. | «When the Sun Goes Down»              | 3:18         |
| 12. | «Still Take You Home»                 | 2:55         |
| 13. | «Wavin' Bye to the Train or Bus»      | 3:04         |
| 14. | «Bet You Look Good on the Dancefloor» | 2:53         |